# 安东尼奥·阿尔瓦雷斯·德桑蒂

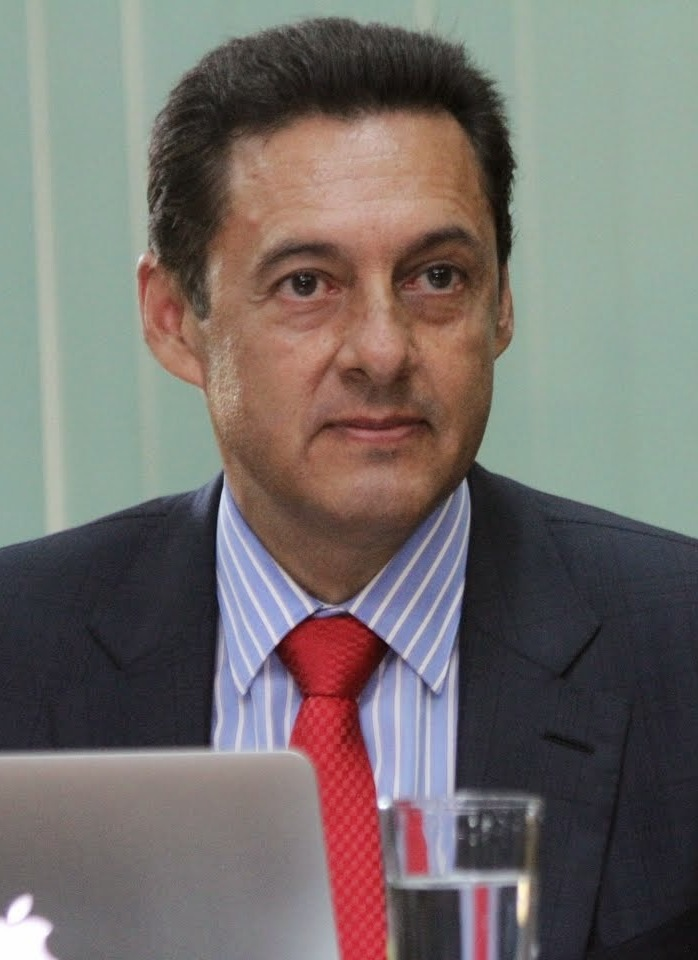
安东尼奥·阿尔瓦雷斯·德桑蒂

安东尼奥·阿尔瓦雷斯·德桑蒂（西班牙語：Antonio Álvarez Desanti；1958年7月6日—）是哥斯达黎加的一个政治人物、律师和企业家，曾两次担任立法大会主席（1995年—1996年，2016年）。他是民族解放党在2018年哥斯达黎加大选中的总统候选人。